# Шмулевич, Исаак Леонтьевич
Исаак Леонтьевич Шмулевич (род. 7 января 1910 года, в Полтаве, Российская Империя — умер 5 февраля 1994 года в Караганде, Казахстан) — шахтёр, строитель, публицист.

## Биография
С 8 лет начал работать по найму, а заодно учился грамоте. В 1935 году после окончания Донецкого индустриального института, был направлен в систему комбината «Ростовуголь», где в течение семи лет занимался строительством шахт. С 1942 по 1944 год, Шмулевич И. Л. работает на комбинате «Карагандашахтострой», а с 1951 года возводит шахты в Кузбассе, Кемеровской Области. После чего снова возвращается в Караганду. С его активным участием были построены и своевременно сданы в эксплуатацию двадцать шахт. Две из них в Донбассе, восемь в Кузбассе и десять в Караганде. И. Л. Шмулевич систематически занимался организацией скоростных проходок горных выработок высокими темпами, превышая средние нормативы в 3-5 раз. До последнего времени он старался передавать этот опыт, который освещался в брошюрах и журналах, газетных статьях, на радио и телевидении.
Вклад Шмулевича И. Л. в развитие угольной промышленности был высоко оценен Государством. Он награжден орденом Трудового красного знамени. Знаком «Шахтерская слава» всех трех степеней. Более десятью медалями.

## Семья
Женат на Шнеер Берте Натановне, отец 3 дочерей — Трейгерман (Шмулевич) Эрнета Исааковна, Славинская (Шмулевич) Любовь Исааковна, Рейзина (Шмулевич) Ольга Исааковна.

## Награды
- Орден Трудового Красного Знамени
- Знак «Шахтерская Слава» 1-й степени
- Знак «Шахтерская Слава» 2-й степени
- Знак «Шахтерская Слава» 3-й степени